# Montaż
Montaż (z fr. montage) – rodzaj pracy polegającej na łączeniu różnych przedmiotów ze sobą. 
W procesie produkcyjnym montaż polega na połączeniu ze sobą gotowych elementów (tzw. półfabrykatów) dostarczanych do fabryki w relacji od kooperantów, którzy produkują poszczególne elementy według opracowanych i uzgodnionych kryteriów technicznych potrzebnych do powstania produktu końcowego – jako całości. W celu zapewnienia odpowiedniej jakości produktu, fabryka w oparciu o rysunek techniczny, który dostarcza, podpisuje umowy z kooperantami zawierające wszelkie dane techniczne m.in. wymiary półproduktu z podaniem klasy tolerancji, jakości użytego materiału; odporności na przeciążenia i zmęczenia materiału.